# Cambarus monongalensis
Cambarus monongalensis är en kräftdjursart som beskrevs av Ortmann 1905. Cambarus monongalensis ingår i släktet Cambarus och familjen Cambaridae. IUCN kategoriserar arten globalt som livskraftig. Inga underarter finns listade i Catalogue of Life.